# Sân bay Memmingen
Sân bay Memmingen (IATA: FMM, ICAO: EDJA) là một sân bay ở Memmingen, Đức, ở vùng Allgäu. Sân bay này có một đường băng dài 2981 m rải nhựa asphalt.

## Các hãng hàng không và các tuyến điểm
- TUIfly (Antalya, Berlin-Tegel, Cologne/Bonn, Fuerteventura, Hamburg, Heraklion, Lanzarote, Las Palmas, Napoli, Palma de Mallorca, Roma, Tenerife North, Thessaloniki [bắt đầu năm 2008], Valencia [bắt đầu năm 2008])